# La Motte, Côtes-d'Armor
La Motte (tiếng Breton: ar Voudenn, Gallo: La Mott) là một xã của tỉnh Côtes-d’Armor, thuộc vùng Bretagne, tây bắc Pháp.

## Dân số
Người dân ở La Motte được gọi là Mottérieux.